# Cloromagnesita
La cloromagnesita és un mineral de la classe dels halurs, que pertany al grup de la lawrencita. El seu nom fa al·lusió a la seva composició química (clor i magnesi). La IMA qüestiona el fet de classificar-lo com a mineral.

## Característiques
La cloromagnesita és un halur de fórmula química MgCl₂. Cristal·litza en el sistema hexagonal. És un mineral molt soluble en aigua.
Segons la classificació de Nickel-Strunz es troba classificada al grup 3.AB. (Halurs simples sense aigua). Comparteix grup amb els següents minerals: Fluorocronita, Coccinita, Sel·laïta, Tolbachita, Lawrencita, Scacchita, Fluorita, Frankdicksonita, Strontiofluorita, Tveitita-(Y), Gagarinita-(Y), Gagarinita-(Ce) i Polezhaevaïta-(Ce).

## Formació i jaciments
Va ser descrit per primer cop al Vesuvi, associat amb silvita. Posteriorment també s'ha descrit als Estats Units i a Rússia.